# Date (Hokkaidō)
Date (jap. 伊達市, -shi) ist eine Stadt in der Unterpräfektur Iburi auf der Insel Hokkaidō (Japan).

## Geographie
Date liegt ca. ein bis zwei Autostunden südlich von Sapporo.
- Vulkan Usu

## Geschichte
Die Gemeinde wurde 1869 von Samuraikriegern des Date-Clans gegründet (jap. 伊達村, -Date-mura).

Am 1. August 1925 wurde sie zur Kleinstadt (jap. 町, -chō) erhoben, am 1. April 1972 wurde sie eine kreisfreie Stadt (jap. 市, -shi).

Das Dorf Otaki (jap. 大滝村, -mura) aus dem Landkreis Usu (jap. 有珠郡, -gun) wurde am 1. März 2006 in die Stadt Date eingegliedert.

## Verkehr
Der Bahnhof Datemombetsu ist ein Schnellzughalt an der Muroran-Hauptlinie. Die Iburi-Linie nach Kutchan wurde 1986 stillgelegt. Date ist über die Chuo-Autobahn sowie über die Nationalstraßen 37, 276 und 453 erreichbar.

## Städtepartnerschaften
- Watari, seit 1981
- Shinchi, seit 1982
- Yamamoto, seit 1988
- Lake Cowichan, seit 1989
- Zhangzhou, seit 2010

## Angrenzende Städte und Gemeinden
- Noboribetsu
- Muroran
- Sapporo
- Chitose
- Tōyako
- Shiraoi
- Sōbetsu
- Kimobetsu
- Rusutsu

## Persönlichkeiten
- Hiroki Miyazawa (* 1989), Fußballspieler